# Модржинская, Елена Дмитриевна
Еле́на Дми́триевна Модржинская (24 февраля, 1910, Москва — 4 ноября 1982) — офицер НКВД и философ.

## Биография
Родилась в Москве. Происходила из польского дворянского рода. Дед Модржинской был осуждён за участие в восстании 1863 г. и лишён дворянского звания.
В 1925 году окончила среднюю школу и курсы английского языка. В 1930 году — международное отделение факультета советского права 1-го МГУ.
В 1940 г. вступила в ВКП(б).
Лейтенант, позднее — подполковник, возглавляла отдел референтуры у Берии. В декабре 1940 — июне 1941 резидент в Варшаве — «Марья», начальник аналитического подразделения 3-го отдела Управления политической разведки НКВД.
После реформы 1941 года из НКВД СССР был выделен новый наркомат НКГБ СССР и внешней разведкой стало заниматься 1-е Управление НКГБ СССР во главе с П. М. Фитиным. Он и поручил Е. Д. Модржинской «английский участок» работы. Будучи аналитиком разведки Е. Д. Модржинская полагала что «кембриджская пятерка» является группой агентов-«двойников», о чём писала донесения.
После войны стала философом[прояснить]. Была заведующей сектором критики антикоммунизма Института философии АН СССР, доктор философских наук, профессор, эксперт ВАК. На должности зав. сектором Е.Д. Модржинскую, как бывшую сотрудницу «органов», в первую очередь интересовала идеологическая стойкость философских кадров, и, как отмечал Л.Н. Митрохин,

 степень её идейной непримиримости по отношению к западной философии была обратно пропорциональна степени её компетентности: она совершенно не знала и не понимала современных философских проблем и концепций. 
Автор и редактор многих статей в советских энциклопедических изданиях
Муж Пётр Ильич Гудимович («Иван») работал в НКВД следователем. Е. Д. Модржинская владела английским, французским, испанским и немецким языками.

## Основные работы
- Модржинская Е. Д. Космополитизм — империалистическая идеология порабощения наций М., 1958
- Модржинская Е. Д. Социологические аспекты национального суверенитета М.: Наука, 1970
- Модржинская Е. Д., Семёнов В. С. Марксистская и буржуазная социология и проблемы международных отношений (Обзор материалов пленарного заседания VI Всемирного социологического конгресса) — М.: Наука, 1970
- Модржинская Е. Д. Ленинизм и современная идеологическая борьба. — М.: Мысль, 1972.
- Модржинская Е. Д., Лапский В. Ф.  Яд сионизма. — М. : Педагогика, 1983. — 112 с. : ил.